# Berlinisches Jahrbuch der Pharmacie
Berlinisches Jahrbuch der Pharmacie (abreviado Berlin. Jahrb. Pharm.) fue una revista ilustrada con descripciones botánicas que fue editada en Alemania. Se publicaron 42 números desde 1796 hasta 1840. Fue sustituida por Berlinisches Jahrbuch fur die Pharmacie und fur die Damit Verbundenen Wissenschaften.